# Georg Beer (Theologe)
Georg Beer (* 12. November 1865 in Schweidnitz, Provinz Schlesien; † 16. Februar 1946 in Heidelberg) war ein deutscher evangelischer Theologe und Hochschullehrer.

## Leben
Georg Beer, Sohn eines Offiziers, studierte nach dem Erwerb der Hochschulreife ab 1884 Evangelische Theologie in Berlin. Er wurde von der Universität Leipzig 1888 mit einer Dissertation über Al-Gazzalis Makasid al-Falasifat (Die Absichten der Philosophen) im Fach Semitische Sprachen zum Dr. phil. promoviert. 1892 habilitierte er sich an der Universität Breslau im Fach Altes Testament. Ab 1895 lehrte er als Privatdozent an der Universität Halle, ab 1910 als außerordentlicher Professor an der Universität Straßburg. Im Jahre 1910 wurde er zum Professor für Altes Testament in Heidelberg berufen. Diese Professur hatte er bis 1935 inne. 1921/22 amtierte er als Rektor der Universität, dazu fünfmal als Dekan der Theologischen Fakultät.
Beer war für den Nationalsozialistischen Lehrerbund tätig. Im Jahre 1939 erklärte er seine Mitarbeit am Institut zur Erforschung und Beseitigung des jüdischen Einflusses auf das deutsche kirchliche Leben. Seit 1925 war er außerordentliches Mitglied der Heidelberger Akademie der Wissenschaften.

## Schriften
- Exodus; Tübingen: Mohr, 1939; auch: Ann Arbor, Michigan, USA; London, England: University Microfilms International, 1980
- Kurze Übersicht über den Inhalt der Alttestamentlichen Schriften; Tübingen: Mohr, 1932
- Welches war die älteste Religion Israels?; Gießen: A. Töpelmann, 1927
- Kurze Übersicht über den Inhalt der alttestamentlichen Schriften; Tübingen: J. C. B. Mohr, 1926
- Die Bedeutung des Ariertums für die israelitisch-jüdische Kultur; Heidelberg: W. Ehrig, 1922
- Steinverehrung bei den Israeliten. Ein Beitrag zur semitischen und allgemeinen Religionsgeschichte; Berlin, Leipzig: Vereinigung wissenschaftlicher Verleger, 1921
- Die soziale und religiöse Stellung der Frau im israelitischen Altertum; Tübingen: Mohr, 1919
- Hebräisches Übungsbuch; Berlin, Leipzig: Göschen, 1916
- Pascha oder das jüdische Osterfest; Tübingen: Mohr, 1911
- Saul, David Salomo; Tübingen: Mohr, 1906
- Als Mitbegründer und Verfasser einzelner Bände: Die Mischna. Text, Übersetzung und ausführliche Erklärung mit eingehenden geschichtlichen und sprachlichen Einleitungen und textkritischen Anhängen. Gießen (später Berlin): Töpelmann (später: Berlin, New York: de Gruyter), 1912–1991 (sog. „Gießener Mischna“, unvollständig) (begründet von Georg Beer und Oscar Holtzmann; hrsg. von Karl Heinrich Rengstorf, Leonhard Rost und Siegfried Herrmann) (Digitalisate UB Frankfurt)
- Hebräische Grammatik; zusammen mit Rudolf Meyer; Berlin: de Gruyter; Berlin, Leipzig: Verlag wissenschaftlicher Verleger; Berlin, Leipzig: Göschen